# Seo Jee-won
Seo Jee-won (ur. 13 kwietnia 1994) – południowokoreańska narciarka dowolna, specjalizująca się w jeździe po muldach, która starty w Pucharze Świata rozpoczęła w 2012 r. Występowała także w zawodach FIS Race oraz Pucharu Australijsko-Nowozelandzkiego. Była ona uczestniczką Zimowych Igrzysk Olimpijskich w Soczi, w 2014 r.

## Osiągnięcia

### Igrzyska olimpijskie
| Miejsce | Dzień    | Rok  | Miejscowość | Konkurencja      | Wynik     | Zwyciężczyni            | Źródło |
| ------- | -------- | ---- | ----------- | ---------------- | --------- | ----------------------- | ------ |
| 23.     | 8 lutego | 2014 | Roza Chutor | jazda po muldach | 15.40 pkt | Justine Dufour-Lapointe | [ 1 ]  |

### Mistrzostwa Świata
| Miejsce | Dzień    | Rok  | Miejscowość | Konkurencja                 | Wynik     | Zwyciężczyni          | Źródło |
| ------- | -------- | ---- | ----------- | --------------------------- | --------- | --------------------- | ------ |
| 19.     | 2 lutego | 2011 | Deer Valley | jazda po muldach            | 13.56 pkt | Jennifer Heil         | [ 2 ]  |
| 22.     | 5 lutego | 2011 | Deer Valley | jazda po muldach podwójnych | -         | Jennifer Heil         | [ 3 ]  |
| 28.     | 6 marca  | 2013 | Voss        | jazda po muldach            | 15.96 pkt | Hannah Kearney        | [ 4 ]  |
| 22.     | 8 marca  | 2013 | Voss        | jazda po muldach podwójna   | -         | Chloé Dufour-Lapointe | [ 5 ]  |

### Puchar Świata

#### Pozycje w klasyfikacji generalnej
| Sezon     | Miejsce | Punkty |
| --------- | ------- | ------ |
| 2011/2012 | 185     | 0      |
| 2012/2013 | 191     | 2      |
| 2013/2014 | 185     | 3      |

#### Pozycje w poszczególnych zawodach

##### Jazda po muldach
| Sezon 2011/2012                                                       |                   |                    |                   |                   |                      |                  |                  |                  |             |            |                     |                 |        |        |        |         |         |         |         |
| Ruka 10.12                                                            | Méribel 20.12     | Mont Gabriel 14.01 | Lake Placid 19.01 | Calgary 28.01     | Deer Valley 2.02     | Deer Valley 4.02 | Beidahu 12.02    | Naeba 18.02      | Naeba 19.02 | Åre 9.03   | Åre 10.03           | Megève 18.03    | Punkty | Punkty | Punkty | Punkty  | Pozycja | Pozycja | Pozycja |
| -                                                                     | -                 | -                  | -                 | -                 | -                    | -                | 27               | 29               | DNF         | -          | -                   | -               | 6      | 6      | 6      | 6       | 52      | 52      | 52      |
| Sezon 2012/2013                                                       |                   |                    |                   |                   |                      |                  |                  |                  |             |            |                     |                 |        |        |        |         |         |         |         |
| Ruka 14.12                                                            | Kreischberg 22.12 | Lake Placid 17.01  | Calgary 26.01     | Deer Valley 31.01 | Deer Valley 02.02    | Soczi 15.02      | Inawashiro 23.02 | Inawashiro 24.02 | Åre 15.03   | Åre 16.03  | Sierra Nevada 22.03 | Punkty          | Punkty | Punkty | Punkty | Pozycja | Pozycja | Pozycja | Pozycja |
| -                                                                     | -                 | 31                 | 25                | 33                | 39                   | 31               | 25               | 28               | 33          | 35         | 21                  | 25              | 25     | 25     | 25     | 40      | 40      | 40      | 40      |
| Sezon 2013/2014                                                       |                   |                    |                   |                   |                      |                  |                  |                  |             |            |                     |                 |        |        |        |         |         |         |         |
| Ruka 14.12                                                            | Calgary 4.01      | Deer Valley 9.01   | Deer Valley 11.01 | Lake Placid 15.01 | Val Saint-Come 19.01 | Inawashiro 1.03  | Inawashiro 2.03  | Åre 7.03         | Åre 8.03    | Voss 15.03 | Voss 16.03          | La Plagne 22.03 | Punkty | Punkty | Punkty | Punkty  | Pozycja | Pozycja | Pozycja |
| 41                                                                    | 34                | 31                 | 24                | 29                | 23                   |                  |                  |                  |             |            |                     |                 | 17     | 17     | 17     | 17      | 36      | 36      | 36      |
| Legenda                                                               |                   |                    |                   |                   |                      |                  |                  |                  |             |            |                     |                 |        |        |        |         |         |         |         |
| 1 2 3 4-10 11-30 31-100 wyniki anulowane - – zawodnik nie wystartował |                   |                    |                   |                   |                      |                  |                  |                  |             |            |                     |                 |        |        |        |         |         |         |         |